# Bilegger

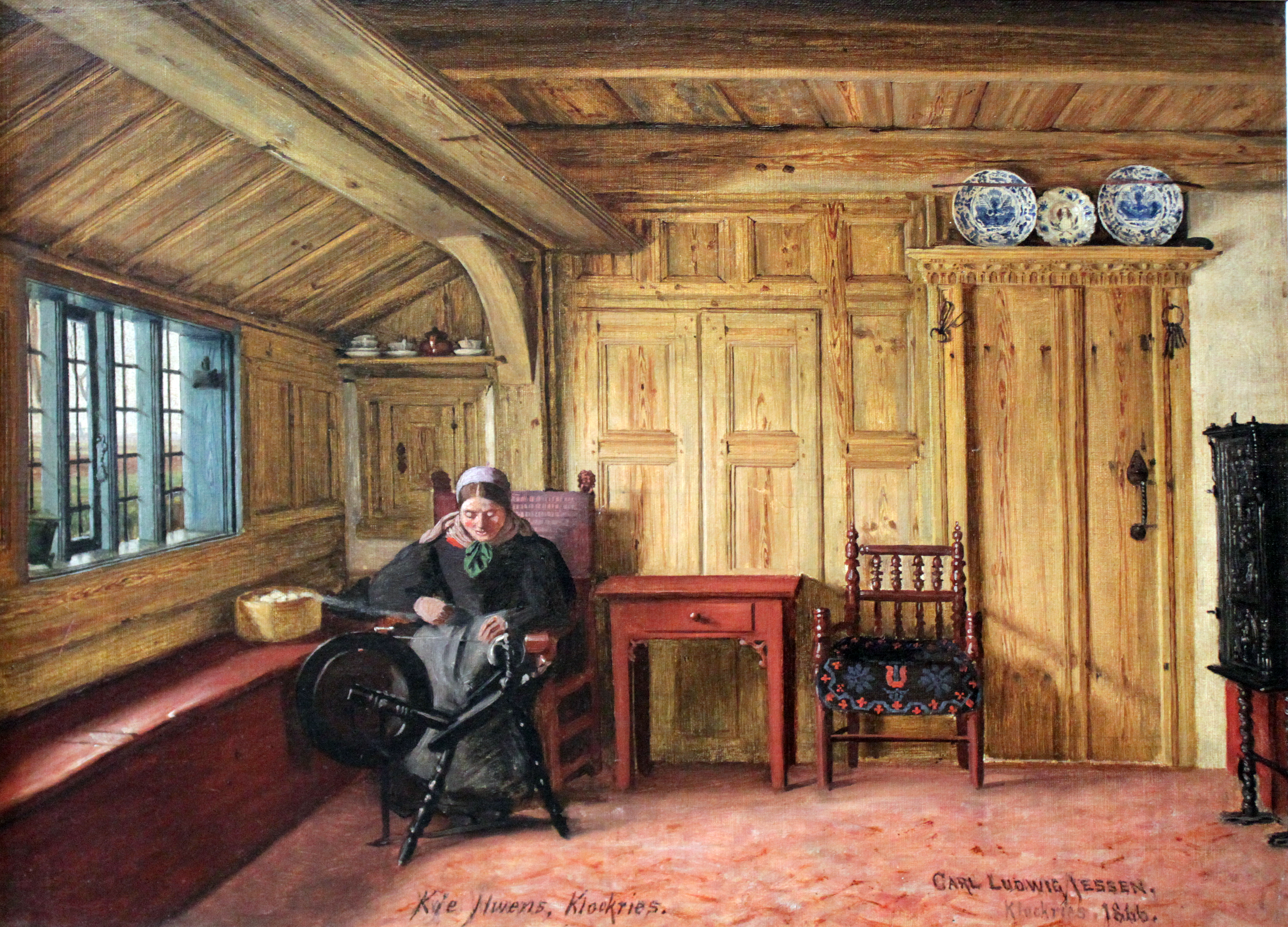
Ein Bilegger rechts in der Ecke der Döns (beheizbarer Wohnraum)

Als Bilegger (Niederdeutsch: bileggen für dazulegen, nachheizen, Hochdeutsch: „Beilegerofen“) wurde ein Ofen in Bauernhäusern Norddeutschlands aus etwa dem 16. Jahrhundert bezeichnet.
Der Bilegger wurde üblicherweise an der Wand zwischen Döns oder Pesel („Gute Stube“) und der Küche aufgestellt und stellt praktisch die Rückseite eines normalen Zimmerofens dar, der von der Küche aus befeuert werden konnte. Der Rauch zog durch den Küchenschornstein ab und der Wohnraum blieb auf diese Art rauchfrei. Als Brennmaterial diente unter anderem Strandholz, Torf oder auch getrockneter Kuhdung. Die im Wohnraum sichtbare Ofenplatte war meist mit Reliefs von biblischen Szenen verziert.
Eine weitere Besonderheit der Bilegger galten die abschraubbaren Messingknöpfe, die so genannten „Tubben“, welche als Handwärmer genutzt wurden. Des Weiteren diente ein „Stulp“ (Messingglocke) dazu, Essen auf dem Ofen warm zu halten.
Ab dem 17. Jahrhundert wurden die Bilegger nicht mehr gemauert, sondern aus Gusseisen hergestellt und kamen auf geschmiedeten Ständern montiert zunächst entweder aus dem Harz oder dem Siegerland. Mit der Gründung der Carlshütte in Rendsburg 1827 wurden Bilegger auch innerhalb der Region hergestellt.